# エクセルシオール カフェ

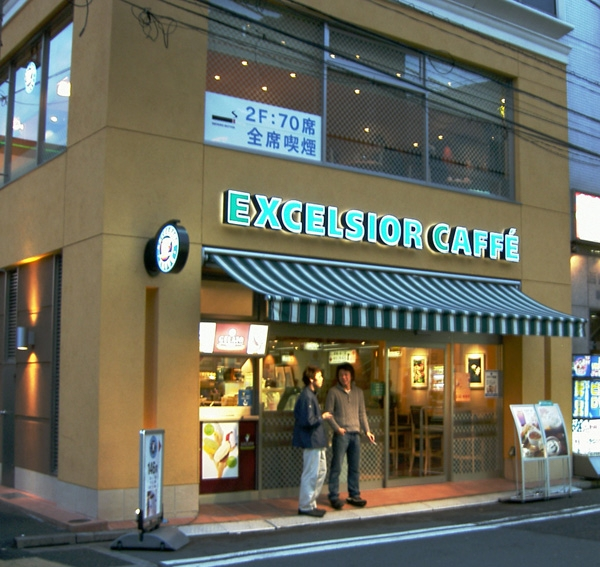
エクセルシオール カフェ店舗の一例

エクセルシオール カフェ（EXCELSIOR CAFFÉ）は、1999年7月に株式会社ドトールコーヒーから誕生した、イタリアンエスプレッソを中心とした日本生まれのカフェのチェーン店である。

## 概要

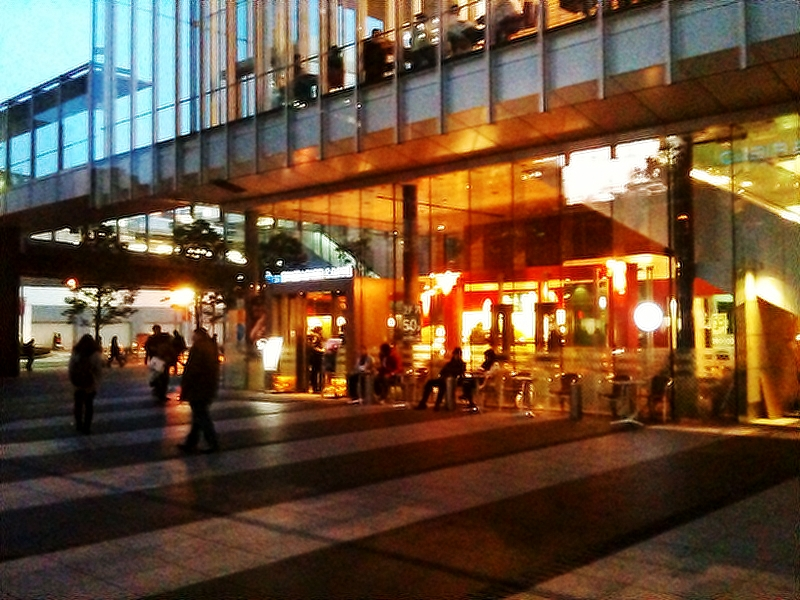
エクセルシオールカフェ秋葉原ダイビル店

第1号店は東京都港区芝浦の「シーバンス・ア・モール」にオープン。イタリアンモダンを基調とした異国情緒溢れる店舗や、オープンテラスを併設した店舗を展開している。2006年1月現在、都市部を中心に直営店を107店、フランチャイズによる店舗は26店となっている。
ドトールコーヒー社は、低価格で人気を博していた「ドトールコーヒーショップ」とは別に、新たな事業を模索していた。その最大のテーマは日本人の嗜好にフィットするような店があったらとの思いであった。そして、その思いから誕生させたのがエスプレッソコーヒーや、カフェラテ、カプチーノなどのスペシャリティコーヒーをドリンクメニューのメインとしたイタリア流の店舗であった。
しかし、販売するものを変えても「ドトールコーヒーショップ」と差別化ができるか否かが大きな焦点であった。その為、カップの重さや椅子の座り心地、つくりおきの豆は一切使用しないなど細部の差別化を図り、独自の店舗を展開している。

## メニュー
2008年3月に大幅な商品の改廃と、料金の値上げが行われた。原材料の仕入れ値や原油高による輸送コストが上がった事からであると会社側は説明する。その際、ほぼ全てのドリンクが30円値上がりし、それ以降も価格改定が行われている。最新の価格については公式HPを参照。

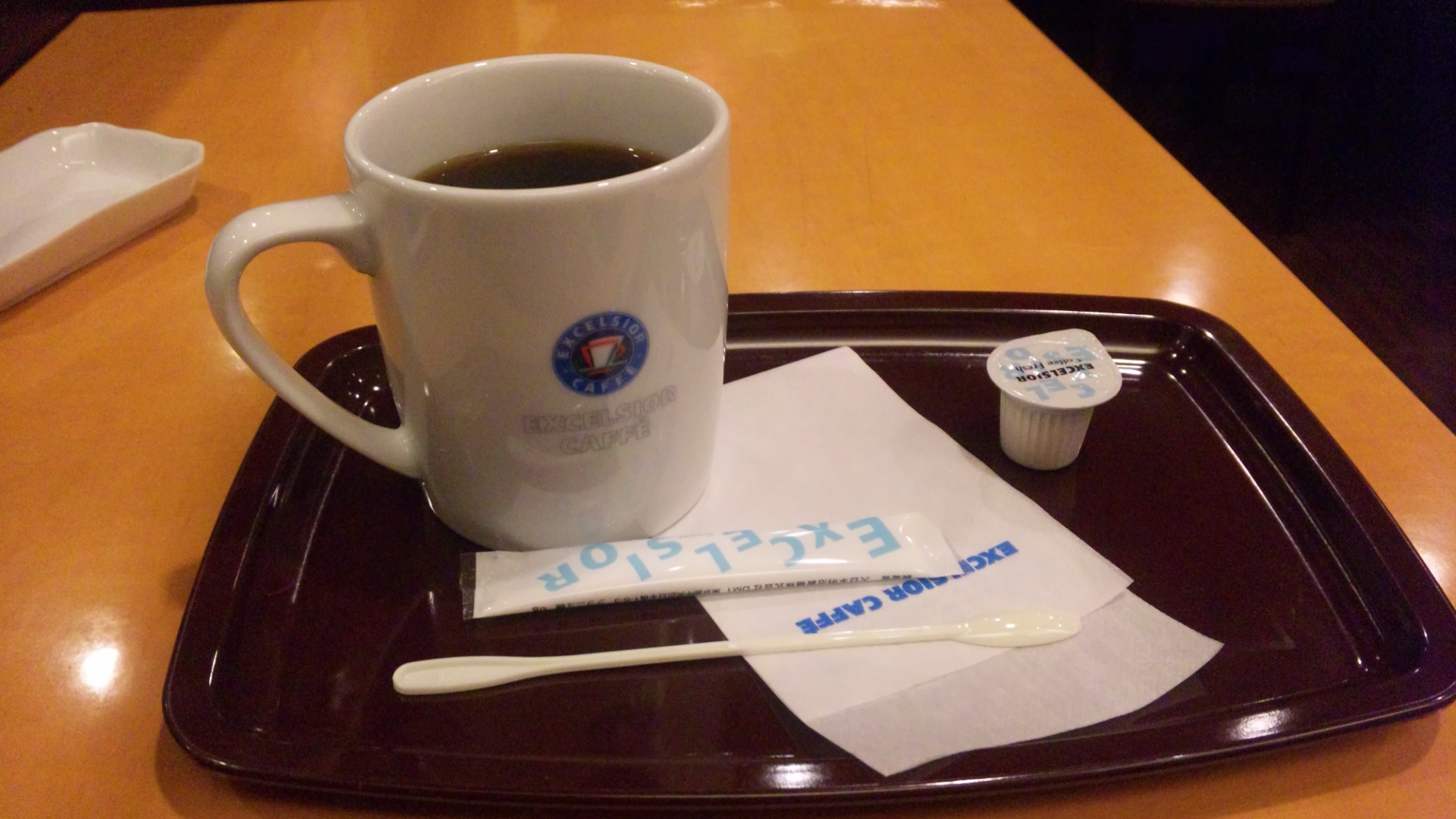
ブレンドコーヒー

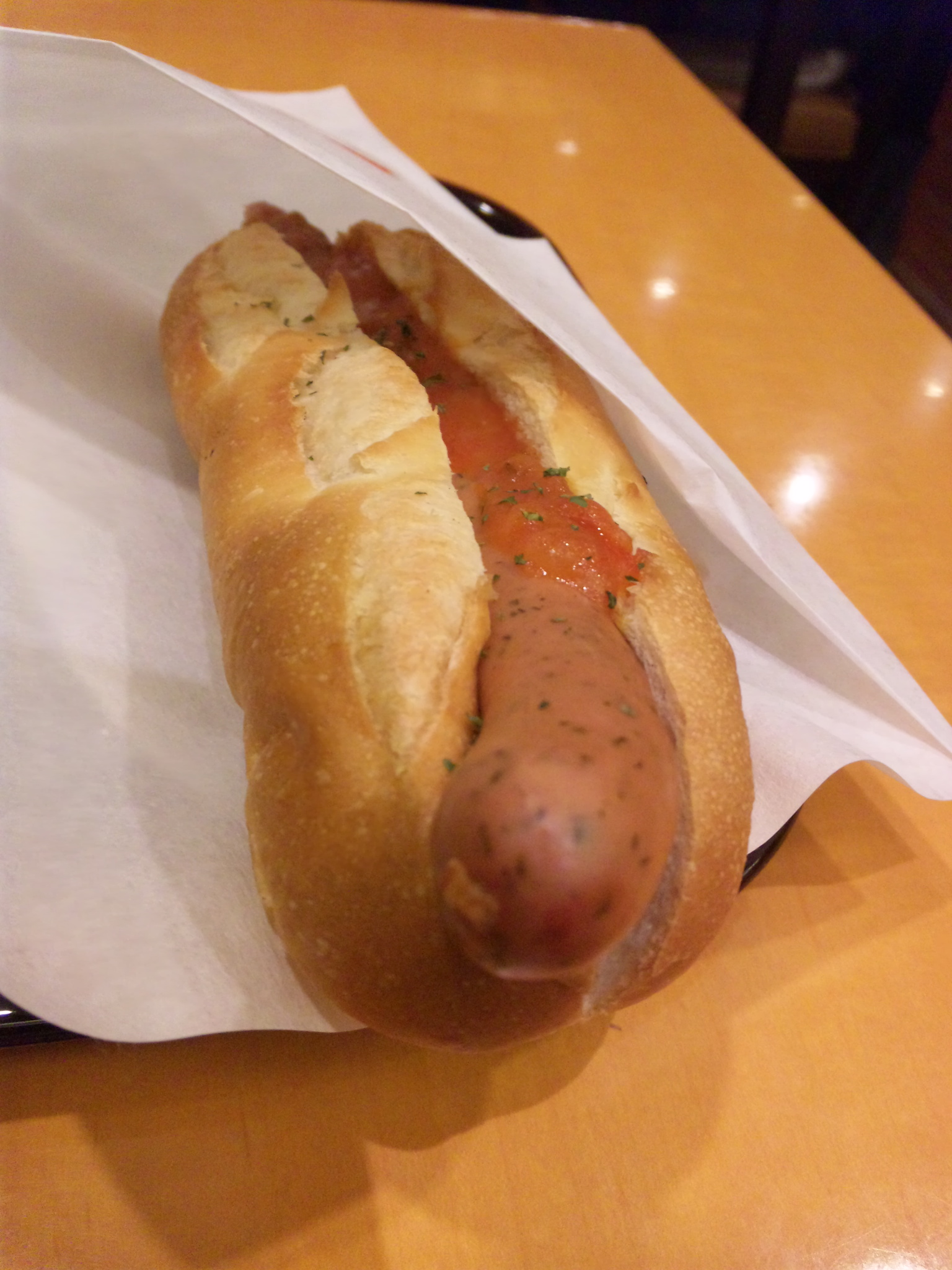
プレーンドッグ

エスプレッソコーヒー、カフェラテがメイン商品である。飲み物にプラス出来るアイテム（ホイップクリーム・エスプレッソショット等）を好みに設定できる。その他に多数サイドメニューがある。
夏季には毎年違った種類のフローズンドリンクやスパークリングドリンクが、冬季にはティラミスラテやホワイトカフェモカといったドリンクが期間限定で発売される。
チャバッタやフォカッチャなどの伝統的なイタリアのパンに具材を挟んで作ったパニーニや、ベーコンやツナ等の素材をピッツァ生地で包んだピッツァ・アボルトがレギュラーフードとして販売されている。
その他に写真のプレーンドッグや、チーズドッグといった、ホットドッグ類がある。
モーニングセットも4種類存在し、フード1点とドリンク1点（制限あり）がセットになっている。また、一部店舗では、パスタのメニューも存在しており、パニーニなどと同様、ランチセットが用意されている。

## 店名について
「エクセルシオールカフェ」のアルファベット表記は、当初「EXCELSIOR CAFE」であったが、のちにイタリア語表記の「EXCELSIOR CAFFÉ」に統一された。語末のEはロゴを見る限りアキュート・アクセント付きになっている。しかし、イタリア語ならグレイヴ・アクセント付き文字「È」が正しい。ただし、かつては、一部の旧ロゴなどに「CAFE」表記が残存していた店舗があった。
なお、「エクセルシオールカフェ」を展開するドトールコーヒーは、それとは別のチェーン店として、かつて「エクセシオールカフェ」を展開していた。アルファベット表記については、「エクセルシオールカフェ」がイタリア語で「EXCELSIOR CAFFÉ」と表記するのに対し、「エクセシオールカフェ」は「Exceisior Café」と表記される。店名こそ類似しているが、オレンジを基調とした店舗をかまえるフランス系カフェのため、外観は大きく異なる。

## ロゴマークについて
ロゴマークは、開業当初は二重円の間の帯状部分を緑色とし、そこに白抜きのブロック体で「EXCELSIOR CAFFE」と店名を記載していたが、これは同様の業態で当時既に人気を博していたスターバックスコーヒーのロゴに酷似するものであった。
そのためスターバックス側は2000年6月に不正競争防止法に基づき、同ロゴマークの使用差し止めを求める仮処分申請を申し立て、同年8月にはエクセルシオール（ドトールコーヒー）側がロゴマークの帯部分の色を青に変更するなどの対応を取ることで和解が成立。以後この青い帯のロゴマークが使用されている。